# (947) Monterosa
(947) Monterosa ist ein Asteroid des Hauptgürtels, der am 8. Februar 1921 vom deutschen Astronomen F. K. Arnold Schwassmann in Hamburg-Bergedorf entdeckt wurde.
Der Name des Asteroiden ist abgeleitet nach dem Passagierschiff Monte Rosa der Hamburg Südamerikanischen Dampfschifffahrtsgesellschaft (HSDG), das die Universität Hamburg für Expeditionen in die Nordsee benutzte. Der Asteroid bekam seinen Namen am 21. Februar 1934 im Rahmen einer Hochseeschulfahrt der Universität Hamburg.